# Cory Bradford
Cory Bradford, né le 4 décembre 1978, à Memphis, au Tennessee, est un joueur américain de basket-ball. Il évolue au poste d'arrière.

## Palmarès
- CBA All-Rookie First Team 2003
- Big Ten Freshman of the Year 1999
- Vainqueur de l'Universiade d'été de 1999